# Бельтенево
Бельтенево — деревня в Удомельском городском округе Тверской области.

## География
Деревня находится в северной части Тверской области на расстоянии приблизительно 30 км на запад по прямой от железнодорожного вокзала города Удомля.

## История
Деревня известна с 1859 года как владение помещиков С.А. и Л. К. Широбоковых. В советский период истории здесь действовали колхозы «Восход» и им. Дзержинского. Дворов (хозяйств) было 46 (1859 год), 46(1886), 47 (1911), 59 (1958), 38 (1986), 33 (1999). До 2015 года входила в состав Мстинского сельского поселения до упразднения последнего. С 2015 года в составе Удомельского городского округа.

## Население
Численность населения: 143 человека (1859 год), 236 (1886), 267(1911), 162 (1958), 70(1986), 60 (1999), 59 (русские 74 %) в 2002 году, 48 в 2010.